# Niederpropach
Niederpropach (auch Niederprobach oder Nieder Probach) ist ein Ortsteil der Gemeinde Ruppichteroth im Rhein-Sieg-Kreis.

## Geographie
Der Weiler liegt im Bröltal. Nachbarorte sind im Osten das namensgebende Propach im Osten, Velken im Westen, die Pulvermühle im Nordwesten und Schönhausen im Norden.

## Geschichte
1888 hatte Nieder Probach 5 Häuser und 12 Einwohner.
1910 war für Niederpropach der Haushalt Ackerin Witwe Christian Koch verzeichnet.